# 신부교실
신부교실은 1984년에 방영되었던 한국방송공사 드라마이다.

## 제작진
- 극본 : 양인자
- 연출 : 류시형

## 출연진
- 김성환
- 김영철
- 금보라
- 송승환
- 이덕희
- 임성민